# Цолијадес
Цолијадес (грч. Τσολιάδες) је насељено место у општини Пеонија у периферији Средишња Македонија, Грчка. Према попису из 2021. године било је без становника.
Седамдесетих година 20. века у близини границе са Северном Македонијом, подигнуто је сточарско насеље Цолијадес. Име је добило по некадашњим елитним грчким војним јединицама. На попису из 1981. године Цолијадес је имао 53 становника.